# Organo di Zuckerkandl
L'organo di Zuckerkandl è derivato dalla cresta neurale situata alla biforcazione dell'aorta o all'origine dell'arteria mesenterica inferiore. Può essere la fonte di un paraganglioma.
Il termine corpo para-aortico viene talvolta utilizzato anche per descriverlo, poiché di solito si trova vicino all'aorta addominale, ma questo termine può essere fonte di confusione, perché il termine "corpora paraaortica" è usato anche per descrivere il corpo aortico, che sorge vicino all'aorta toracica. Questo gruppo diffuso di fibre simpatiche neuroendocrine fu descritto per la prima volta da Emil Zuckerkandl, professore di anatomia all'Università di Vienna, nel 1901.
Alcune fonti equivalgono ai "corpi aortici" ai "corpi para-aortici",  mentre altre fonti distinguono esplicitamente tra i due. Quando viene fatta una distinzione, i "corpi aortici" sono i chemorecettori che regolano la circolazione, mentre i "corpi para-aortici" sono le cellule di cromaffina che producono catecolamine.

## Funzione
Si ritiene che il suo ruolo fisiologico sia della massima importanza durante il primo periodo gestazionale come regolatore omeostatico della pressione sanguigna, secernendo catecolamine nella circolazione fetale.
L'organo stesso regredisce alla fine del terzo trimestre e dopo la nascita per formare il gruppo aortico-simpatico della paraganglia adulta.

## Significato clinico

### Patologia
Può essere la fonte del paraganglioma.
L'organo di Zuckerkandl ha un significato patologico nell'adulto come sito extra-surrenale comune di feocromocitoma sebbene il sito extra-surrenale più comune si trovi nella regione para-aortica superiore tra il diaframma e i poli renali inferiori.
I tumori extra-surrenali rappresentano circa il 10% di tutti i casi di feocromocitoma. La resezione è stata descritta.
Oltre ai suoi effetti endocrini, può anche causare patologie ostruttive.